# Skoki narciarskie na Zimowych Igrzyskach Olimpijskich 1960
Skoki narciarskie na Zimowych Igrzyskach Olimpijskich 1960 – zawody olimpijskie w skokach narciarskich przeprowadzone 28 lutego 1960 roku w ramach igrzysk w Squaw Valley.
Podczas igrzysk rozegrany został jeden konkurs skoków narciarskich. Były to zawody indywidualne na skoczni Papoose Peak Jumps w Squaw Valley o punkcie normatywnym umieszczonym na 80 metrze i punkcie krytycznym wynoszącym 93 metry. Najlepszym zawodnikiem okazał się Helmut Recknagel. Norwegowie ponownie nie znaleźli się na podium. Najwyżej z Norwegów sklasyfikowany został Torbjørn Yggeseth. Srebro zdobył reprezentant Finlandii – Niilo Halonen, a brąz wywalczył Austriak Otto Leodolter. Po pierwszej serii skoków prowadził Recknagel, który ostatecznie wygrał. Po pierwszym skoku na trzecim miejscu był reprezentant ZSRR Nikołaj Kamienski, jednak w drugiej serii miał dopiero siódmy wynik przez co spadł na 4 miejsce.
Łącznie w zawodach wystartowało 45 skoczków narciarskich z piętnastu państw. Najmłodszym zawodnikiem, który wziął udział w konkursie olimpijskim, był Tamás Sudár (18 lat i 230 dni), natomiast najstarszym – Andreas Däscher (32 lat i 265 dni).
Po raz ósmy skoczkowie narciarscy rywalizowali o medale igrzysk olimpijskich i po raz drugi miało to miejsce w Stanach Zjednoczonych, (pierwszy raz w Lake Placid).

## Wyniki konkursu (28.02.1960)
| Miejsce | Zawodnik                | Państwo           | Wynik punktowy |
| ------- | ----------------------- | ----------------- | -------------- |
| 1.      | Helmut Recknagel        | Niemcy            | 227,2          |
| 2.      | Niilo Halonen           | Finlandia         | 222,6          |
| 3.      | Otto Leodolter          | Austria           | 219,4          |
| 4.      | Nikołaj Kamienski       | ZSRR              | 216,9          |
| 5.      | Torbjørn Yggeseth       | Norwegia          | 216,1          |
| 6.      | Max Bolkart             | Niemcy            | 212,6          |
| 7.      | Ansten Samuelstuen      | Stany Zjednoczone | 211,5          |
| 8.      | Juhani Kärkinen         | Finlandia         | 211,4          |
| 9.      | Koba Cakadze            | ZSRR              | 211,1          |
| 10.     | Nikołaj Szamow          | ZSRR              | 210,6          |
| 11.     | Halvor Næs              | Norwegia          | 209,8          |
| 12.     | Veit Kührt              | Niemcy            | 208,7          |
| 13.     | Kåre Berg               | Norwegia          | 207,4          |
| 14.     | Albin Plank             | Austria           | 206,7          |
| 15.     | Sadao Kikuchi           | Japonia           | 206,2          |
| 16.     | Walter Steinegger       | Austria           | 205,9          |
| 17.     | Eino Kirjonen           | Finlandia         | 205,8          |
| 18.     | Rolf Strandberg         | Szwecja           | 204,8          |
| 19.     | Bengt Eriksson          | Szwecja           | 202,0          |
| 20.     | Andreas Däscher         | Szwajcaria        | 201,2          |
| 21.     | Werner Lesser           | Niemcy            | 200,8          |
| 22.     | Koichi Sato             | Japonia           | 200,3          |
| 23.     | Olle Tom Nord           | Norwegia          | 200,2          |
| 24.     | Dino De Zordo           | Włochy            | 198,8          |
| 25.     | Yōsuke Etō              | Japonia           | 197,7          |
| 26.     | Claude Jean-Prost       | Francja           | 196,8          |
| 27.     | Leonid Fiodorow         | ZSRR              | 193,1          |
| 28.     | Jon St. Andre           | Stany Zjednoczone | 192,3          |
| 29.     | Inge Lindqvist          | Szwecja           | 190,1          |
| 30.     | Takashi Matsui          | Japonia           | 189,6          |
| 31.     | Władysław Tajner        | Polska            | 188,2          |
| 32.     | Butch Wedin             | Stany Zjednoczone | 187,1          |
| 33.     | Jacques Charland        | Kanada            | 186,3          |
| 34.     | Willi Egger             | Austria           | 185,4          |
| 34.     | Gérard Gravelle         | Kanada            | 185,4          |
| 36.     | Nilo Zandanel           | Włochy            | 184,8          |
| 37.     | Enzo Perin              | Włochy            | 181,6          |
| 38.     | Robert Rey              | Francja           | 179,3          |
| 39.     | Luigi Pennacchio        | Włochy            | 171,2          |
| 40.     | Veikko Kankkonen        | Finlandia         | 168,0          |
| 41.     | Tamás Sudár             | Węgry             | 165,8          |
| 42.     | Gene Kotlarek           | Stany Zjednoczone | 165,1          |
| 43.     | Skarphéðinn Guðmundsson | Islandia          | 155,7          |
| 44.     | Alois Moser             | Kanada            | 151,1          |
| 45.     | Kjell Sjöberg           | Szwecja           | 127,9          |